# Casper (Rapper)

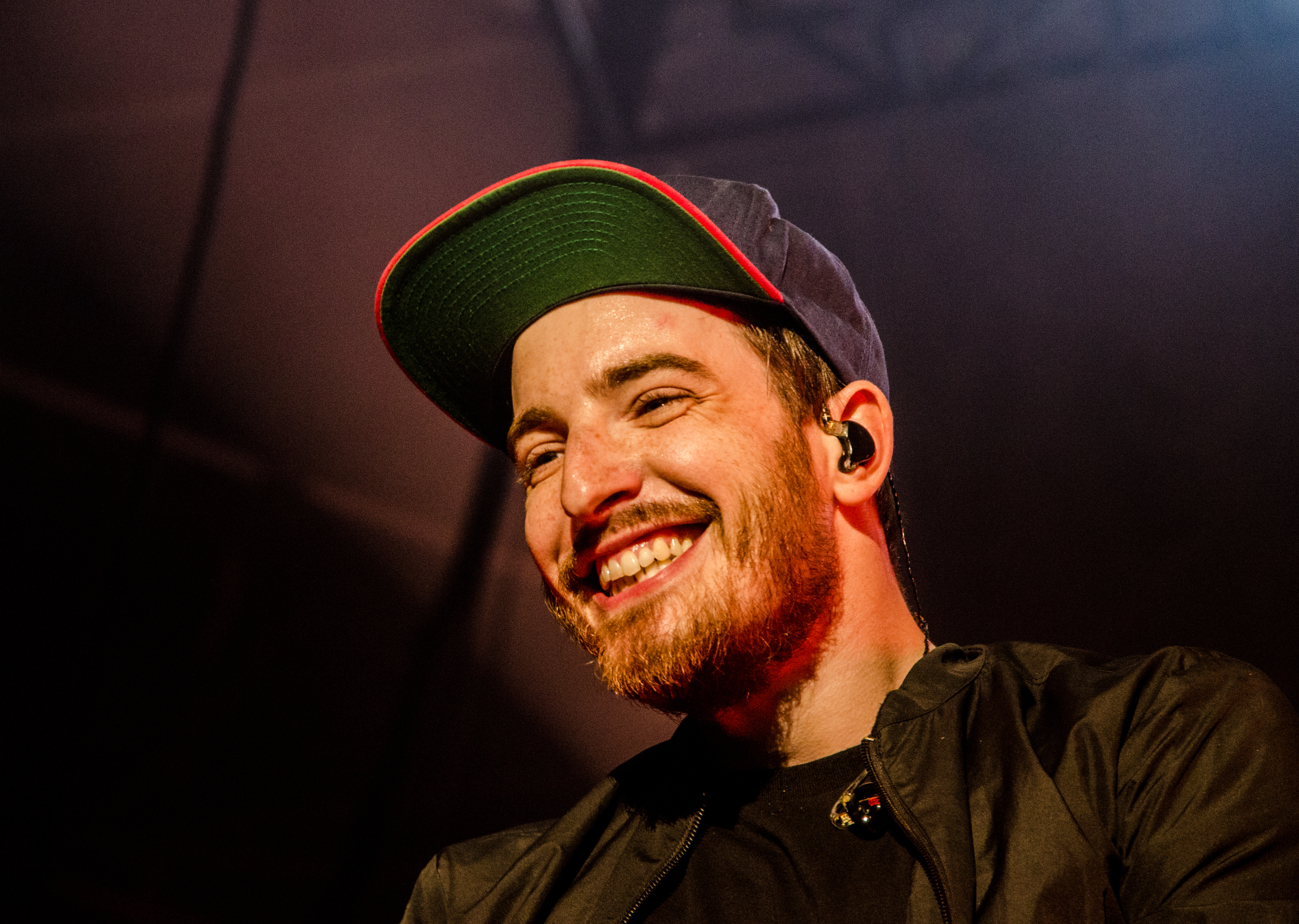
Casper auf dem Kosmonaut Festival 2014

Casper (* 25. September 1982 in Lemgo; bürgerlich Benjamin Griffey) ist ein deutscher Rapper und Rap-Rock-Künstler.

## Leben
Casper, Sohn eines US-Soldaten und einer Deutschen, lebte zunächst mit seiner Mutter in der zur Gemeinde Extertal gehörenden Ortschaft Bösingfeld in Ostwestfalen-Lippe. Die gesamte Familie zog in die USA nach Augusta (Georgia), als er einen Monat alt war. Nach dem Scheitern der Ehe seiner Eltern erlebte Casper zunächst Gewalt im Zusammenleben mit seinem Stiefvater, der Drogenprobleme hatte, bis seine Mutter mit dem damals elfjährigen Casper und seiner Schwester zurück nach Deutschland zog. In den USA war Casper vollständig englischsprachig aufgewachsen, konnte kaum ein Wort Deutsch, und so notierte er Texte in einem Notizheft, was ihm half, seine Sprachkenntnisse zu verbessern. Casper besuchte zunächst die Realschule Extertal-Bösingfeld, bevor er auf das Gymnasium Barntrup wechselte, das er mit dem Abitur abschloss. In der Theater-AG seines Gymnasiums spielte er Draco Malfoy. Nach dem Abitur zog er zum Studium nach Bielefeld, welches er selbst als seine „Heimat“ versteht. Sein Pädagogikstudium mit Nebenfach Psychologie und Schwerpunkt Medienpädagogik an der Universität Bielefeld brach er jedoch aufgrund vermeintlicher Prüfungsangst vor der Diplom-Vorprüfung nach 14 Semestern ab.
Seit dem 30. Dezember 2016 ist Casper mit dem Model Lisa Andrea Volz verheiratet. Die Hochzeit fand in der Little White Wedding Chapel in Las Vegas statt.

## Karriere

### Musikalische Anfänge

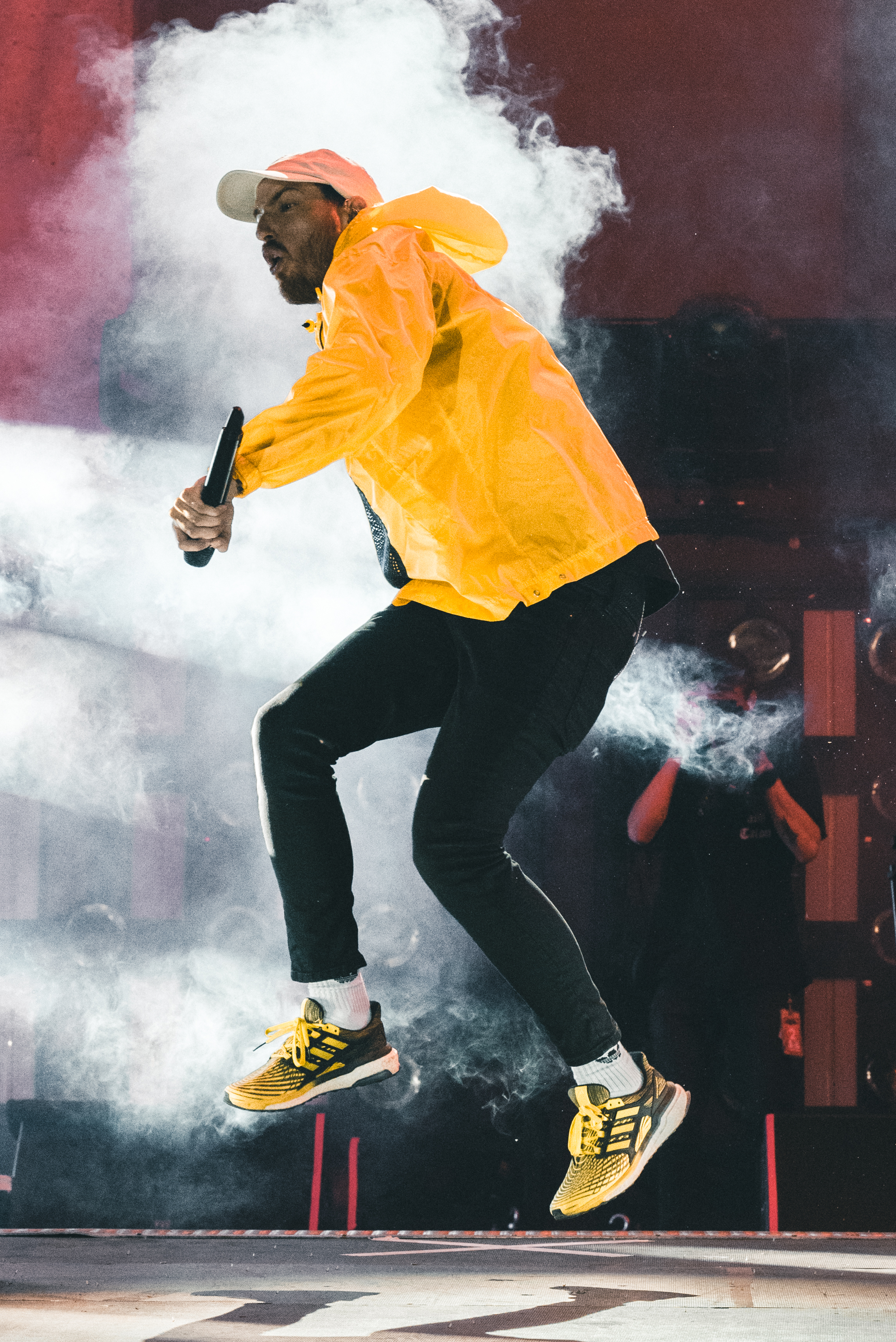
Casper beim Splash!-Festival 2018

Casper wurde durch einen Freund angeregt, an verschiedenen Freestyle-Veranstaltungen teilzunehmen. Er war an verschiedenen Studioaufnahmen beteiligt, wobei er den Rapper Abroo kennenlernte. Gemeinsam mit ihm und dem Rapper Separate gründete er die Gruppe Kinder des Zorns. Neben den Kinder-des-Zorns-Aufnahmen unterstützten sich die Mitglieder auch gegenseitig auf ihren Solo-Veröffentlichungen.
Über Separates Label Buckwheats Music erschien 2004 das gemeinsame Kinder-des-Zorns-Album Rap Art War, welches die einzige Veröffentlichung des Trios blieb. Aufgrund interner Differenzen trennte sich die Gruppe. Casper suchte sich mithilfe eines kurzen Gastspiels im Metalcore mit seiner dort gegründeten Band A Fear Called Treason ein neues Projekt. Anschließend war er Mitbegründer der Hardcore-Band Not Now Not Ever, die mit ihm eine EP veröffentlichte.
Zurück im Genre Hip-Hop, veröffentlichte er 2006 das Mixtape Die Welt hört mich über das Label 667 – One More Than the Devil. In den darauf folgenden zwei Jahren tourte Casper durch Deutschland. Am 9. Mai 2008 erschien sein erstes Soloalbum Hin zur Sonne beim Label 667, an dem der Mainzer Shuko als ausführender Produzent beteiligt war. Für Hin zur Sonne nahm Casper unter anderem Stücke mit den Rappern Prinz Pi und Kollegah auf.
Auf der limitierten exklusiven MZEE-Edition des Albums Freiheit von Curse ist Casper neben Kool Savas, Olli Banjo und F.R. auf einem der Bonussongs zu hören. Die MZEE-Edition war bereits vor dem eigentlichen Veröffentlichungstermin ausverkauft.
Im Winter 2008/09 begleitete Casper den Rapper Prinz Pi auf dessen Neopunk-Tournee durch Deutschland. 2009 gewann Casper mit Hin zur Sonne den MZEE-Award für das beste Album 2008.

### Weiterer Werdegang ab 2009
Im Februar 2009 unterschrieb Casper einen Vertrag beim Label Selfmade Records und verließ sein altes Label. Gemeinsam mit den anderen Rappern des Labels Kollegah, Shiml und Favorite steuerte er in der Folge die Beiträge für den Labelsampler Chronik 2 bei, der Platz 15 der deutschen Albumcharts erreichen konnte. Am 31. Oktober trat er neben Hip-Hop-Musikern wie Kool Savas, Olli Banjo und Marteria bei der Juice Jam 09 im Münchener Backstage auf.
Im Oktober 2010 wurde Caspers Vertrag mit Selfmade Records aufgelöst; er unterschrieb einen Vertrag beim Plattenlabel Four Music. Das Verhältnis zu seinem ehemaligen Label wird als gut beschrieben; es folgten beispielsweise ein Feature auf Kollegahs Album King und ein gemeinsamer Auftritt von Casper und Kollegah auf dem Splash-Festival am 13. Juli 2013.
Am 8. Juli 2011 erschien sein zweites Album XOXO, welches in der ersten Verkaufswoche auf Platz 1 der Album-Charts einstieg und für das er im Frühjahr 2012 mit einer Goldenen Schallplatte sowie im Herbst 2013 mit einer Platin-Schallplatte ausgezeichnet wurde.
Am 12. April 2012 erschien zum Record Store Day die Kraftklub-Single Songs für Liam als Vinyl in einer Version mit Casper. Die Auflage war limitiert auf 700 Stück.
Casper trat 2012, 2014, 2015 und 2017 beim Hurricane Festival auf.
Am 2. August 2013 erschien die erste Single aus dem Album Hinterland mit dem Titel Im Ascheregen. Das Video zur Single wurde einen Tag vor Veröffentlichung auf der offiziellen Homepage bereitgestellt und am 25. August wurde der Titel (gemäß eigener Aussage) erstmals an den Winterthurer Musikfestwochen live gespielt. Seine dazugehörige Hinterland Club Tour im Oktober 2013 war innerhalb von wenigen Stunden ausverkauft. Das Album Hinterland wurde im Oktober 2013 mit einer Goldenen Schallplatte ausgezeichnet und erreichte im Juli 2014 Platin-Status.
Seit Ende 2015 tritt Casper auch unter dem Namen Lil Creep als Teil des Trap-Trios Gloomy Boyz in Erscheinung und hat bereits eine EP veröffentlicht.
Im Jahr 2016 wurde die Single Krumme Symphonie von Bosse veröffentlicht, an der Casper mitwirkte.
Am 1. September 2017 erschien sein Album Lang lebe der Tod.
Auf dem Kosmonaut Festival 2018 haben Casper und Marteria ihr Kollaboalbum 1982 angekündigt, welches am 31. August 2018 erschienen ist.
Auf dem am 27. April 2019 erschienenen Album Verde von Marsimoto hat Casper ein Feature unter dem Namen "Friendly Ghost".
Am 31. Mai 2019 begannen Materia und Casper ihre gemeinsame Tour mit dem Titel „Champions Sounds Open Air“ auf der Expo Plaza in Hannover, während der sie im Sommer 2019 auf verschiedenen Festivals und bei Open-Air-Konzerten auftraten.
Am 25. Februar 2022 erschien das Album Alles war schön und nichts tat weh, das sich auf Platz 1 der Album-Charts platzieren konnte.
Am 24. November 2023 erschien das Album Nur Liebe, immer., das sich ebenfalls auf Platz 1 der Album-Charts in Deutschland platzieren konnte.

### Musikalische Entwicklung und Rezeption
Casper besitzt eine auffällig raue Rapstimme. Sie ist darauf zurückzuführen, dass er früher bei Punk- und Hardcore-Bands als Sänger ohne Übung screamte und so seine Stimmbänder dauerhaft schädigte. Eine ihm von seinem Arzt nahegelegte Operation lehnt er ab.
Thematisch finden sich in seiner Musik häufig autobiographische Elemente wieder, etwa in dem Stück Hundeleben, das seine Probleme bei der Entwicklung zum Vollzeitmusiker thematisiert. Dabei wird er in der Deutschrap-Szene häufig für seine emotionalen Texte kritisiert und abwertend als „Emo-Rapper“ bezeichnet, eine Bezeichnung, die er mittlerweile gelegentlich selbstironisch auch verwendet.
Vor Veröffentlichung des Albums XOXO wurde Caspers Musik 2011 von zeit.de als ein Gegenentwurf zu dem Gangsta-Rap von Musikern wie Bushido und Sido rezensiert, der deutschen Rap als „intelligenter Rap“ Perspektiven aufzeigen könne. Vom 2013er Album Hinterland schrieb man später, es sei mehr Gitarrenrock als Rapmusik.

## Diskografie
Studioalben

| Jahr | Titel Musiklabel                                           | Höchstplatzierung, Gesamtwochen, AuszeichnungChartplatzierungen (Jahr, Titel, Musiklabel, Platzierungen, Wochen, Auszeichnungen, Anmerkungen) | Höchstplatzierung, Gesamtwochen, AuszeichnungChartplatzierungen (Jahr, Titel, Musiklabel, Platzierungen, Wochen, Auszeichnungen, Anmerkungen) | Höchstplatzierung, Gesamtwochen, AuszeichnungChartplatzierungen (Jahr, Titel, Musiklabel, Platzierungen, Wochen, Auszeichnungen, Anmerkungen) | Anmerkungen                                                  |
| Jahr | Titel Musiklabel                                           | DE | AT | CH | Anmerkungen                                                  |
| ---- | ---------------------------------------------------------- | --- | --- | --- | ------------------------------------------------------------ |
| 2008 | Hin zur Sonne 667 – One More Than the Devil (RTD)          | — | — | — | Erstveröffentlichung: 9. Mai 2008                            |
| 2011 | XOXO Four Music (Sony)                                     | DE1 ×3Dreifachgold · (58 Wo.)DE | AT14 (13 Wo.)AT | CH30 (5 Wo.)CH | Erstveröffentlichung: 8. Juli 2011 Verkäufe: + 300.000       |
| 2013 | Hinterland Four Music (Sony)                               | DE1 ×3Dreifachgold · (38 Wo.)DE | AT1 Gold · (16 Wo.)AT | CH3 (6 Wo.)CH | Erstveröffentlichung: 27. September 2013 Verkäufe: + 307.500 |
| 2017 | Lang lebe der Tod Columbia Records (Sony)                  | DE1 Gold · (15 Wo.)DE | AT2 (6 Wo.)AT | CH2 (4 Wo.)CH | Erstveröffentlichung: 1. September 2017 Verkäufe: + 100.000  |
| 2022 | Alles war schön und nichts tat weh Columbia Records (Sony) | DE1 (8 Wo.)DE | AT1 (4 Wo.)AT | CH10 (2 Wo.)CH | Erstveröffentlichung: 25. Februar 2022                       |
| 2023 | Nur Liebe, immer. Eklat Tonträger (WMG)                    | DE1 (4 Wo.)DE | AT5 (1 Wo.)AT | CH18 (1 Wo.)CH | Erstveröffentlichung: 24. November 2023                      |

## Trivia
- Der Name Casper stammt von der gleichnamigen Comic-Geistfigur Casper. Sein US-amerikanischer Vater gab ihm den Namen aufgrund seiner hellen Haut, die auch im Sommer nicht braun wurde.
- Casper ist Fan von Arminia Bielefeld, für die er aus diesem Grund den Track Eines Tages zu einem Fansampler beigesteuert hat.[36][37]
- 2012 fungierte Casper als Hauptgewinn des 1 Live-Schulduells. Die Siegerschule, das Geschwister-Scholl-Gymnasium in Düsseldorf, gewann ein exklusives Konzert mit ihm an der eigenen Schule.[38]
- Im Januar 2012 zeigte Arte eine Folge Durch die Nacht mit …, in der Casper Lena Meyer-Landrut an ausgewählte Orte in Berlin führte.[39]
- Am 30. August 2013 veröffentlichte das Magazin jetzt.de der Süddeutschen Zeitung ein Quiz, bei dem Auszüge aus Texten von Casper und Roland Kaiser zu erraten waren.[40] Durch diesen Vergleich fühlten sich Casper und sein Management „diffamiert“ und verweigerten dem Magazin sogar die Freigabe eines vorher geführten Interviews.[41]
- Am 1. Februar 2018 war er zusammen mit Jürgen von der Lippe im Blind-Date-Podcast „Talk-O-Mat“ auf Spotify zu hören.[42][43]
- Casper übersetzte für das Album Viva the Underdogs der australischen Metalcore-Band Parkway Drive drei Lieder ins Deutsche und übernahm auf dem Titel Schattenboxen auch einige deutschsprachige Rappassagen, die er selbst in Anlehnung an den eigentlichen Text schreiben durfte.[44]
- Für das Videospiel Accounting nahm Casper 2017 gemeinsam mit Rick-and-Morty-Autor Justin Roiland, dem Rapper Bones sowie dem Produzenten Silkersoft den Song WhosThatInTheTree auf.[45] Casper rappt in dem Song auf Englisch und aus der Sicht eines Baumes.[46]
- Seit dem 18. Februar 2018 ist er außerdem im Podcast Mit Verachtung zu hören, den er zusammen mit Drangsal führt.[47]
- Am 16. November 2023 erschien in der ersten Printausgabe des Diffus-Magazins eine umfassende Titel-Story über Casper, die Zurück im Hinterland heißt und in Form eines Roadtrips seine Wurzeln in den Südstaaten der USA sucht und besucht.[48]

## Auszeichnungen
- 2011: 1 Live Krone (Bestes Album)
- 2012: 1 Live Krone (Bester Live-Act)
- 2012: Echo Pop in der Kategorie HipHop/Urban
- 2013: 1 Live Krone (Bestes Album)
- 2013: 1 Live Krone (Bester Künstler)
- 2016: Preis für Popkultur (Lieblingslied)
- 2017: Juice-Awards in der Kategorie Bester Live-Act
- 2017: Preis für Popkultur (Lieblingsvideo)
- 2018: 1 Live Krone (Bestes Album) mit Marteria
- 2018: 1 Live Krone (Bester Hip-Hop-Act) mit Marteria
- 2019: 1 Live Krone (Bester Live-Act) mit Marteria
- 2023: 1 Live Krone (Bester Alternative Song) mit Cro[49]
- 2025: Preis für Popkultur (Beeindruckendste Liveshow, Live in Bielefeld)